# 奧日茨河
52°46′04″N 21°13′42″E / 52.7678°N 21.2282°E

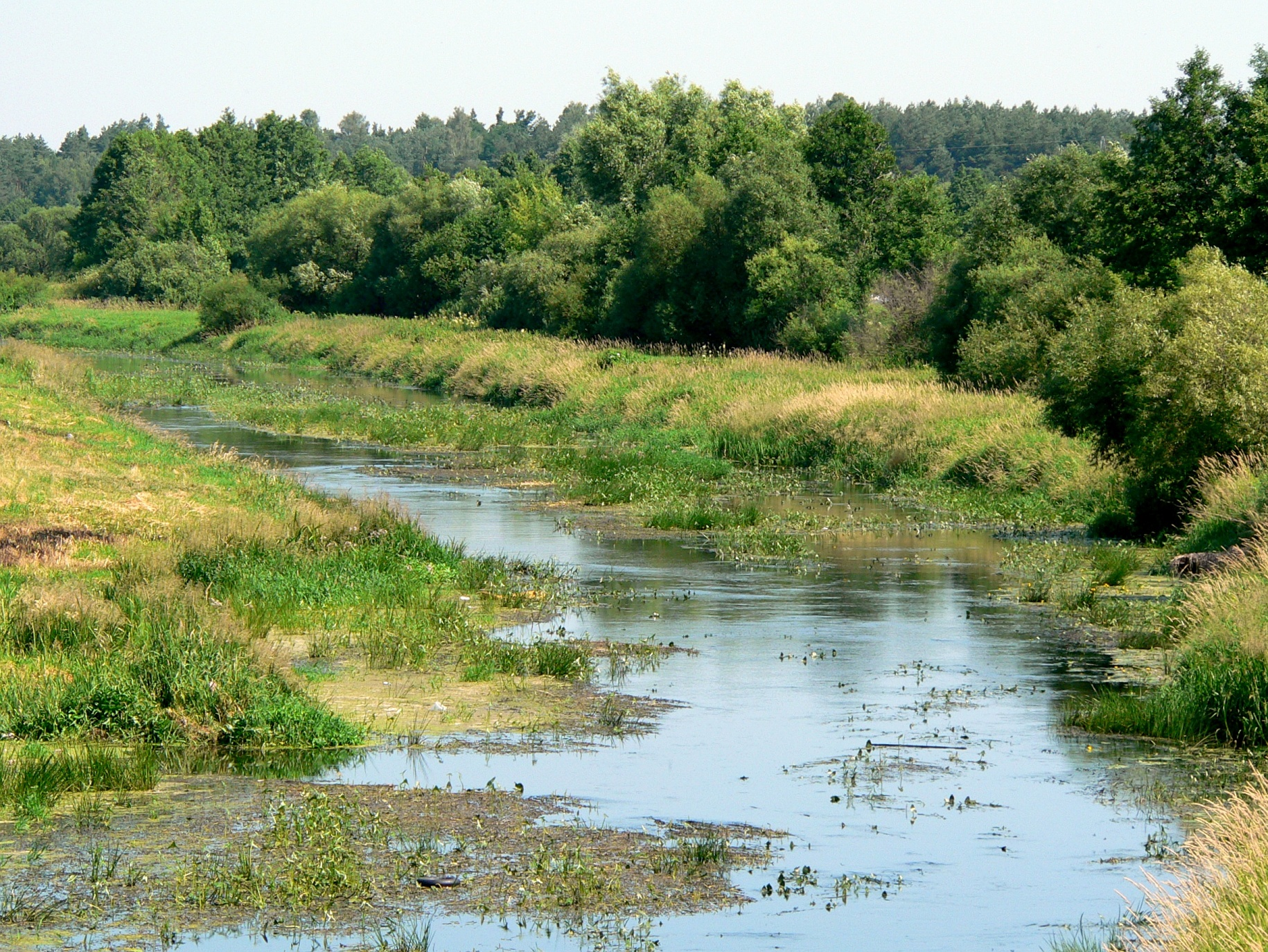

奧日茨河（波蘭語：Orzyc）是波蘭的河流，發源自姆瓦瓦以東，流經瓦爾米亞-馬祖里省和馬佐夫舍省，於普烏圖斯克縣流入納列夫卡河。河道全長142.5公里，流域面積2,077平方公里。